# Afrikanischer Tanz

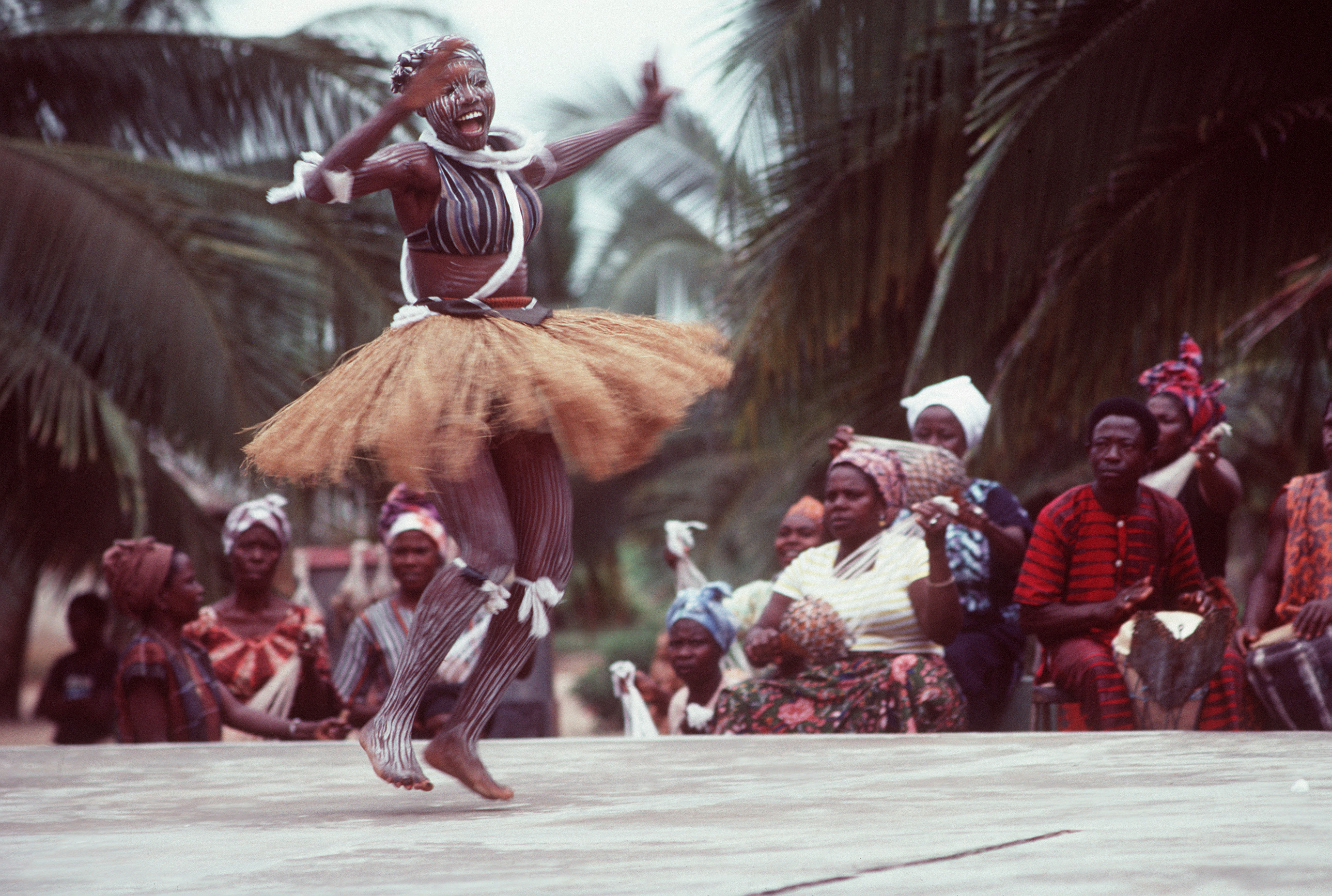
Afrikanischer Tanz

Unter Afrikanischer Tanz werden im Allgemeinen Tänze unterschiedlichster Art in Subsahara-Afrika verstanden. Die Tänze werden meistens von Trommeln begleitet. Beide gehören so eng zusammen, dass sie voneinander gar nicht zu trennen sind.
Afrika ist ein großer Kontinent mit 53 Ländern. Obwohl die Tänze einige Ähnlichkeiten haben, unterscheiden sie sich durch Traditionen und Wanderungen doch sehr vom arabischen Nordafrika. In Afrika gehören Musik, Tanz und Gesang untrennbar zusammen und sind tief verwurzelt im Alltagsbewusstsein der Menschen. 

## Kriegstänze
Kriegstänze bieten eine Möglichkeit, Techniken des Schwertkampfes zu trainieren, das Vermeiden von Angriffen zu üben. Gleichzeitig werden die Muskeln entwickelt, die für diese Art Bewegung gebraucht werden. Außerdem können die Krieger Kraft und Stolz zeigen.

## Liebestänze
Sie können ebenso anmutig wie kraftvoll und energisch sein. Sie werden oft bei Vollmondfesten, Hochzeiten und Jahresfeiern getanzt.

### Yankadi und Macru
Diese beiden Tänze sind über ganz Westafrika sehr verbreitet. Sie werden immer nacheinander getanzt. Yankadi ist langsam und weich und wird mit vielen Windungen des Körpers getanzt. Macru ist fünfmal so schnell und enthält  eine Menge erotischer Bewegungen. Männer und Frauen stehen sich in zwei Reihen gegenüber. Die Frauen haben Schals und geben ihren Schal dem Mann, mit dem sie tanzen wollen, die Männer geben den Schal weiter an die Frau, mit der sie tanzen wollen. Viele Ehen entstehen durch diese Tänze, weil bei ihnen festgestellt wird, wer wen mag.

## Tänze zu Übergangsritualen
Das sind zum einen Tänze für junge Menschen, die in der Initiation in die Gemeinschaft eingeführt werden. Sie geben dem Tänzer Vertrauen, der es vor allen anderen gut machen muss, die ihn nun formell als Erwachsenen anerkennen. Das macht stolz und führt zu einem vertiefteren Sinn für die Gemeinschaft und Zusammengehörigkeit. Beispielsweise werden junge Frauen der Chewa durch Mitglieder des Geheimbundes der Nyau initiiert, was dort gemeinhin als Chinamwali bekannt ist. Andere Übergangsriten beziehen sich auf den Jahreskalender. Hierzu gehört der Männertanz Sebiba der Tuareg.

## Begrüßungstänze
Begrüßungstänze stellen einerseits den Respekt vor den Gästen  und die Freude, dass diese da sind, zur Schau, andererseits wird mit ihnen dargestellt,  wie talentiert und attraktiv die Gastgeber sind. 

### Yabara
Der Tanz heißt nach der Kalebassenrassel, die mit einem Perlennetz bedeckt ist. Mit ihr werden die Akzente von den tanzenden Frauen gesetzt. Sie werfen die Rasseln während des Tanzes in unterschiedliche Höhen in verschiedenen Rhythmusvarianten. Es ist sehr eindrucksvoll, wenn alle Tänzerinnen gleichzeitig die Rasseln werfen und wieder fangen.

## Anrufung der Geister
Diese Tänze sind überall anzutreffen und spielen in vielen traditionellen afrikanischen Religionen eine wichtige Rolle. Sie alle haben eine Verbindung zu den Geistern. Es kann der Geist einer Pflanze oder eines Waldes sein, ein Ahn oder eine Gottheit, die gerufen werden. Wenn der „Geist des Waldes“ angerufen wird, so ist daran zu erinnern, dass viele Bäume durch ihre Wurzeln unter der Erde miteinander verbunden sind. Ein Beispiel für eine solche Anrufung der Geister ist der Gule wamkulu, ein meist mehrtägiges Tanzfest der Chewa zur Ehrung und Beschwichtigung der Verstorbenen.
Besitzergreifende Geister versucht man in einem Besessenheitskult nicht zu vertreiben, sondern herbeizurufen und günstig zu stimmen. Tänze, die zu Besessenheitskulten gehören, sind Stambali in Tunesien, Derdeba in Marokko, Pepo in Tansania, Mashawe in Sambia und Simbabwe sowie Vimbuza in Malawi.

### Orisha-Tänze
Die Orishas sind die Götter vieler Formen afrikanischer Religion überall auf der Erde. Bekannt sind z. B.  Candomblé, Santeria, Yoruba, Voodoo. Jeder Orisha hat seine eigenen Farben, Tage, Zeiten, Speisen und Getränke, seine Musik und natürlich seinen Tanz. Das alles wird bei besonderen Gelegenheiten angewandt, um den Orisha zu ehren oder um seine Hilfe zu suchen, um seine Führung zu bitten oder um ihn zu versöhnen, wenn er verärgert scheint.

### Anrufung des Kakilambe
Kakilambe ist ein großer Geist des Waldes, der immer durch Tanz herbeigerufen wird. Er kommt als eine riesige Statue, die aus dem Wald heraus zum wartenden Dorf getragen wird,  wo es dann eine Menge Tanz und Gesang gibt. Während dieser Zeit wird die Statue aufgerichtet. Danach fragen die Priester Kakilambe, ob  in den nächsten Jahren alles gut gehen wird oder ob irgendwelche besonderen Ereignisse zu erwarten sind wie z. B. Trockenheit, Krieg oder ähnliches.

### Anrufung des Monbayasa
Moribayasa ist ein Tanz der Frauen, die in Unglück geraten sind. Gewöhnlich sind sie nach vielen Jahren vergeblicher Versuche, schwanger zu werden, immer noch kinderlos. Aber es kann sich auch darum handeln, dass jemand, den sie lieben, krank ist, oder um andere große Probleme. Der Name gehört zu einem bestimmten Baum in der Nähe eines Dorfes in Guinea, und von dort stammen Rhythmus und Tanz. Die Frau bereitet sich vor, indem sie zerrissene und schmutzige Kleidung anzieht und mit einer Gruppe von Trommlern zu dem Baum geht. Die Trommler spielen, und die Frau singt und tanzt einmal ganz um das Dorf herum. Dann kehrt sie zurück und gräbt am Fuß des Baumes ein Loch. In dem  begräbt sie die zerrissene Kleidung  mit einem Gebet um Hilfe.

## Beerdigungen
Der Zaouli-Maskentanz ist ein rhythmisch-artistischer Tanz, wie er im Zentrum der Elfenbeinküste von erfahrenen Tänzern geübt wird.
Begleitet wird der Soloauftritt durch ungefähr zehn Musiker mit Perkussion und Flöten. Lediglich ein zweiter Tänzer animiert einleitend den Maskenträger zu seiner wilden Aufführung.
Bemerkenswert ist die Beinarbeit des Tänzers, die den Körper nahezu unbeweglich in der Luft stehen lässt. Der Tanz wird aber auch außerhalb von Beerdigungen gezeigt.

## Moderne Tänze
Der Gummistiefel-Tanz ist ein moderner, authentischer, afrikanischer Tanz, der häufiger von Tanzgruppen (auch in den Touristenzentren) Südafrikas getanzt wird. Der Gummistiefel-Tanz gilt manchen als Vorläufer des Stepptanzes.
Bewegungen der traditionellen Tänze werden mit neuen Bewegungen kombiniert und kreativ zu moderner afrikanischer Musik getanzt. 
Im Senegal ist der Mbalax, benannt nach der Musikrichtung gleichen Namens, sehr beliebt. Elemente aus dem traditionellen Sabar-Tanz werden zu moderner Popmusik, dessen bekanntester Vertreter Youssou N’Dour ist, getanzt. 
Der Soukous ist der populäre Musik- und Tanzstil der Côte d'Ivoire, wird aber auch in anderen Teilen des Kontinents getanzt.